# TERU (ラッパー)
TERU（てる、1998年10月9日 - ）は、日本のラッパー。大阪府枚方市出身。

## 経歴
大阪府枚方市の長尾で、母親と二人暮らしの家庭で育つ。
2010年代の後半にかけて地元枚方のHRKTサイファーで実力をつけると、 BAZOOKA!!! 高校生RAP選手権や凱旋MCbattle等での活躍によりMCバトルシーンで名をあげる。また、楽曲制作にも意欲的に取り組み、YouTubeやSoundCloudで自身でレック、ミックス、マスタリングまでを行なった作品を高いペースでアップロードしていた。
2019年、EP「01」(現在削除済み)、シングル「超健康LIFE」をリリース。同年8月15日にKennyDoesやクボタカイ、空音らを客演に迎えた1stアルバム「奇伏」をリリース。
2020年、EP「業」、EP「月は」をリリース。更に、空音との共作であるシングル「WATER」をリリース。
2021年、5月15日にRin音、Lo-keyBoi、Draw4らを客演に迎えた2ndアルバム「夜行」をリリース。その後、EP「SLASH」、シングル「ねむれないからうたう」をリリース。
実家を離れ、枚方市内の一軒家にkick teaの炉馬やzyagyo、crap the grubbyなどの仲間と共同生活を始める。後に、この家で生活する仲間達と109clanを結成する。
2022年、kick teaとのジョイントアルバム「MAKIN'0」をリリース。同年、自身の誕生日10月9日に3rdアルバム「ORIGIN」をリリース。
MCバトルにおいてもUMB 2022の大阪予選を優勝して、全国大会であるUMB2022 GRAND CHAMPIONSHIPに大阪代表として出場。2回戦でこの大会の優勝者となるSILENT KILLA JOINTに延長の末、惜敗することとなった。
2023年、自身初のワンマンライブ「TERU ONEMAN LIVE '23」を東京shibuya eggman、大阪Live House ANIMAで開催。両公演ともチケットソールドアウトとなる反響を見せた。また、会場限定300枚のみの販売となった3rdアルバム「ORIGIN」にはCD限定bonus tracksとしてHRKT所属crap the grubby公開曲「Better Days feat.檜」REMIX、kick tea「雨雲レーダー」REMIX、未公開シングル「VOICE」の3曲が収録された。
2024年、シングル「alive 735 FREESTYLE」をリリース。
また、上記以外にも多くの作品をYouTubeやSoundCloudにアップロードしており、客演として参加している作品も多くある。特にここ数年は、地元枚方や関西を中心に活動している後輩の作品には積極的に参加している。

## 人物
好きなものは虫と明太子。嫌いなものはティッシュと人付き合い。
中学時代には野球部に所属しており、現在は炉馬やcrap the grubbyらと同じ草野球チームに所属している。また、昔からの熱狂的な阪神タイガースファンであり、イベントの楽屋では1人でDAZNを見て野球観戦をすることが多い。